# 孔雀稗
孔雀稗（学名：Echinochloa cruspavonis）为禾本科稗属下的一个种。

## 扩展阅读
- 維基物種上的相關：孔雀稗